# Jules Martha
Pour les articles homonymes, voir Martha.
Joseph-Jules Martha (8 janvier 1853 à Strasbourg - 7 avril 1932 à Paris) est un universitaire et un archéologue français.

## Biographie
Fils de Benjamin-Constant Martha, il est élève de l'École normale supérieure de 1872 à 1875 et agrégé des lettres en 1875. Membre de l'École française de Rome de 1875 à 1876, puis de l'École française d’Athènes de 1876 à 1879, il devient maître de conférences à la faculté des lettres de Montpellier en 1879, à la faculté des lettres de Dijon en 1881, à la faculté des lettres de Lyon en 1882, à la faculté des lettres de Paris en 1884 où il donne des cours de langues et littérature latines et à l'École normale supérieure de Paris dès 1891.
Le 13 février 1882, il soutient ses deux thèses de doctorat ès lettres à la Faculté de Paris. La première, en français, s'intéresse aux sacerdoces athéniens. La deuxième, en latin, pose la question de la signification des figures sépulcrales des Néréides. De 1884 à 1900, il participe à de nombreuses soutenances de thèses de doctorat, en qualité de membre du jury. 
Martha est nommé chargé de cours à la faculté des lettres de Paris en 1892, puis professeur d’éloquence latine de 1895 à 1923.
Il est membre de la Société des antiquaires de France.

## Publications
- Inscriptions doliarires latines : marques de briques relatives à une partie de la gens Domitia recueillies et classées (1880)
- Catalogue des figurines en terre cuite du Musée de la Société archéologique d'Athènes, Paris, Ernest Thorin éditeur, coll. « Bibliothèque des Écoles françaises d'Athènes et de Rome no 16 », 1880, XXXV & 233 p. (lire en ligne), 8 planches
- Les Sacerdoces athéniens (1882), thèse de doctorat ès lettres
- Quid signifaverint sepulcrales Nereidum figurae (1882), thèse de doctorat ès lettres
- Manuel d'archéologie étrusque et romaine (1884)
- L'Art étrusque (1889)
- La Fuite de Dédale, note sur une stèle étrusque à sujets mythologiques trouvée à Bologne (1891)
- Œuvres de Cicéron : Brutus. Texte latin. Revu et publié d'après les travaux les plus récents (1892)
- Pline le Jeune : Le Bonheur domestique de Pline le Jeune : Comment Pline le Jeune arrangeait sa vie : Sa Familia : Ses Sentiments religieux : Sa correspondance avec Trajan (1898)
- La Langue étrusque (1913)

## Traductions
- Cicéron, Brutus, Paris, Les Belles lettres, 1923, 264 p.
- Cicéron (trad. avec Henri de La Ville de Mirmont), Discours, t. IV : Seconde action contre C. Verrès - Livre III, Paris, Les Belles lettres, 1925, 273 p.
- Cicéron, Des termes extrêmes des Biens et des Maux, t. I : Livres I-II, Paris, Les Belles lettres, 1928, 244 p.
- Cicéron, Des termes extrêmes des Biens et des Maux, t. II : Livres III-V, Paris, Les Belles lettres, 1930, 326 p.